# Forges-les-Eaux
Pour les articles homonymes, voir Forges.
Forges-les-Eaux est une commune française située dans le département de la Seine-Maritime en région Normandie, célèbre pour son casino et son lac.
Elle est créée le 1er janvier 2016 sous le statut de commune nouvelle après la fusion des communes de Forges-les-Eaux et du Fossé.

## Géographie

### Description

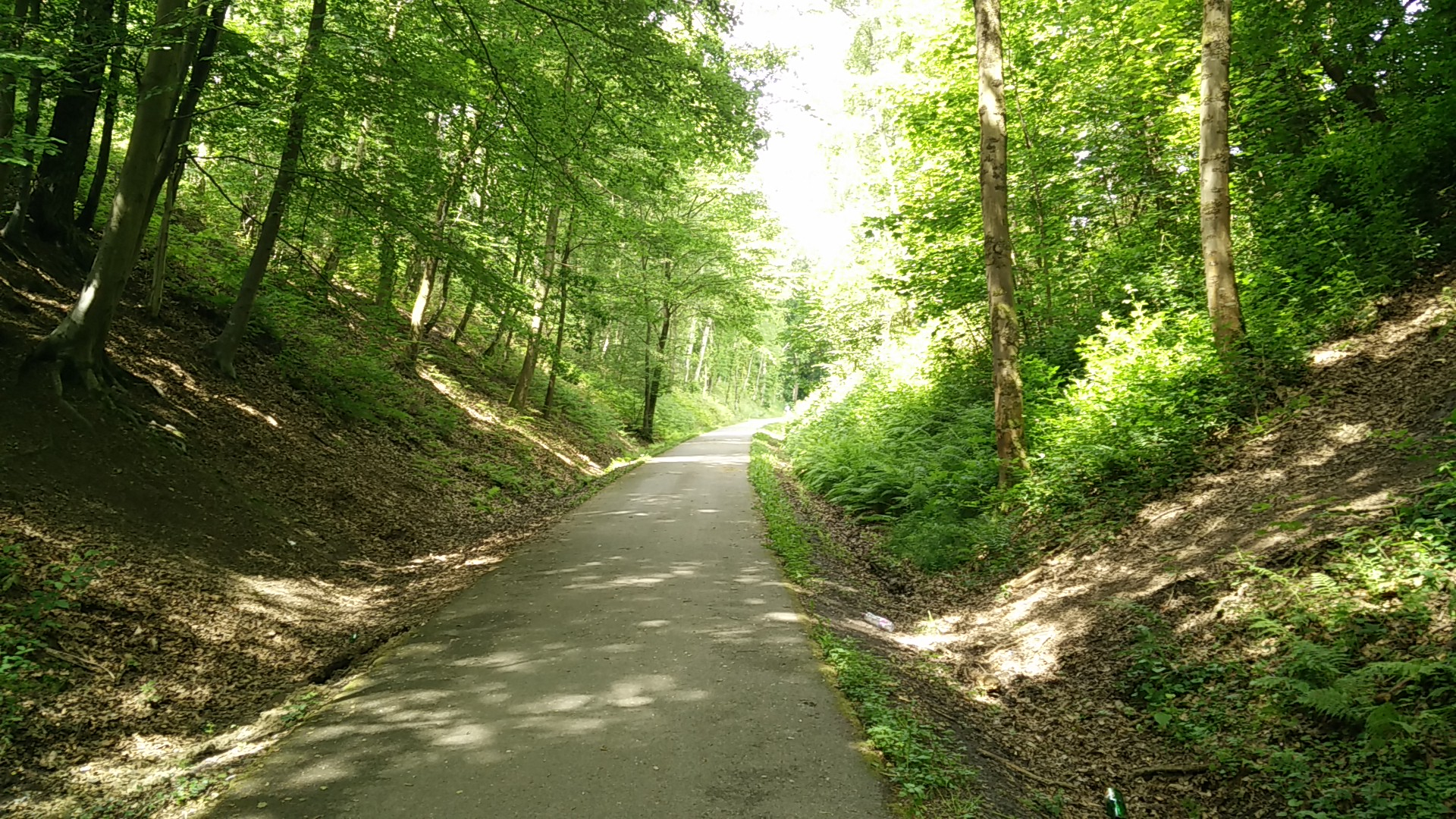
L'avenue verte à Forges-les-Eaux.

Forges-les-Eaux est une ancienne ville thermale du Pays de Bray en Normandie située à une quarantaine de kilomètres au nord-est de Rouen, à 45 km au nord-ouest de Beauvais et à une cinquantaine de kilomètres au sud-ouest de la Manche à Dieppe.
Au nord-est de la ville se trouve le bois de l'Épinay, qui abrite quelques lieux connus des habitants (notamment la source de La Chevrette, l'une des quatre sources de la ville), et qui est le théâtre annuel d'un concours de chiens de traineaux.
La commune est traversée par l'Andelle. Elle abrite également plusieurs lacs, alimentés par ladite rivière.
Forges-les-Eaux est classée parmi les « plus beaux détours de France », et ses jolies villas ainsi que son ambiance balnéaire en font une étape vélo appréciée sur l'avenue verte.

### Communes limitrophes
| Serqueux             |                       | Le Thil-Riberpré                  |
| Roncherolles-en-Bray | Forges-les-Eaux       | Longmesnil, La Bellière           |
|                      | La Ferté-Saint-Samson | Saumont-la-Poterie, Mésangueville |

### Hydrographie
La commune est située dans le bassin Seine-Normandie. Elle est drainée par l'Epte, l'Andelle, le fossé 01 de la commune de Rocherolles-en-Bray, le fossé 02 de la commune de Rocherolles-en-Bray, le fossé 03 de la commune de Rocherolles-en-Bray, le ruisseau de la Longue-Traine, le ruisseau de Pont Bain, le ruisseau des Burettes et le ruisseau du Moulin Breteau,,.
L'Epte, d'une longueur de 113 km, prend sa source dans la commune de Compainville et se jette  dans la Seine à Notre-Dame-de-la-Mer, après avoir traversé 44 communes. 
L'Andelle, d'une longueur de 57 km, prend sa source dans la commune de Serqueux et se jette  dans la Seine à Pîtres, après avoir traversé 24 communes. 
Quatre plans d'eau complètent le réseau hydrographique : le plan d'eau 2 de l'épinay (2,09 ha), le plan d'eau de Forges Thermal (1,23 ha), les étangs de l'Andelle (2,61 ha) et l'étang de l'épinay (0,85 ha),.
Les sources thermales ferrugineuses de la ville ont été découvertes en 1573, mais l'activité thermale de la ville a cessé dans les années 1990.
Une source, dont la pureté reconnue a fait la renommée de Forges-les-Eaux, est présente aux abords du bois de l’Épinay. En 1880, le bois appartenait à « Monsieur de Monthalent », qui décida d’exploiter cette source existante et de mettre son eau en bouteilles. Un puits fut ensuite creusé et l’arrivée de l’eau fut canalisée. Ainsi naquit la « Cristal Fontaine ».
Cette exploitation perdure jusqu'à la fin des années 80, avant d'être abandonnée dans la forêt.

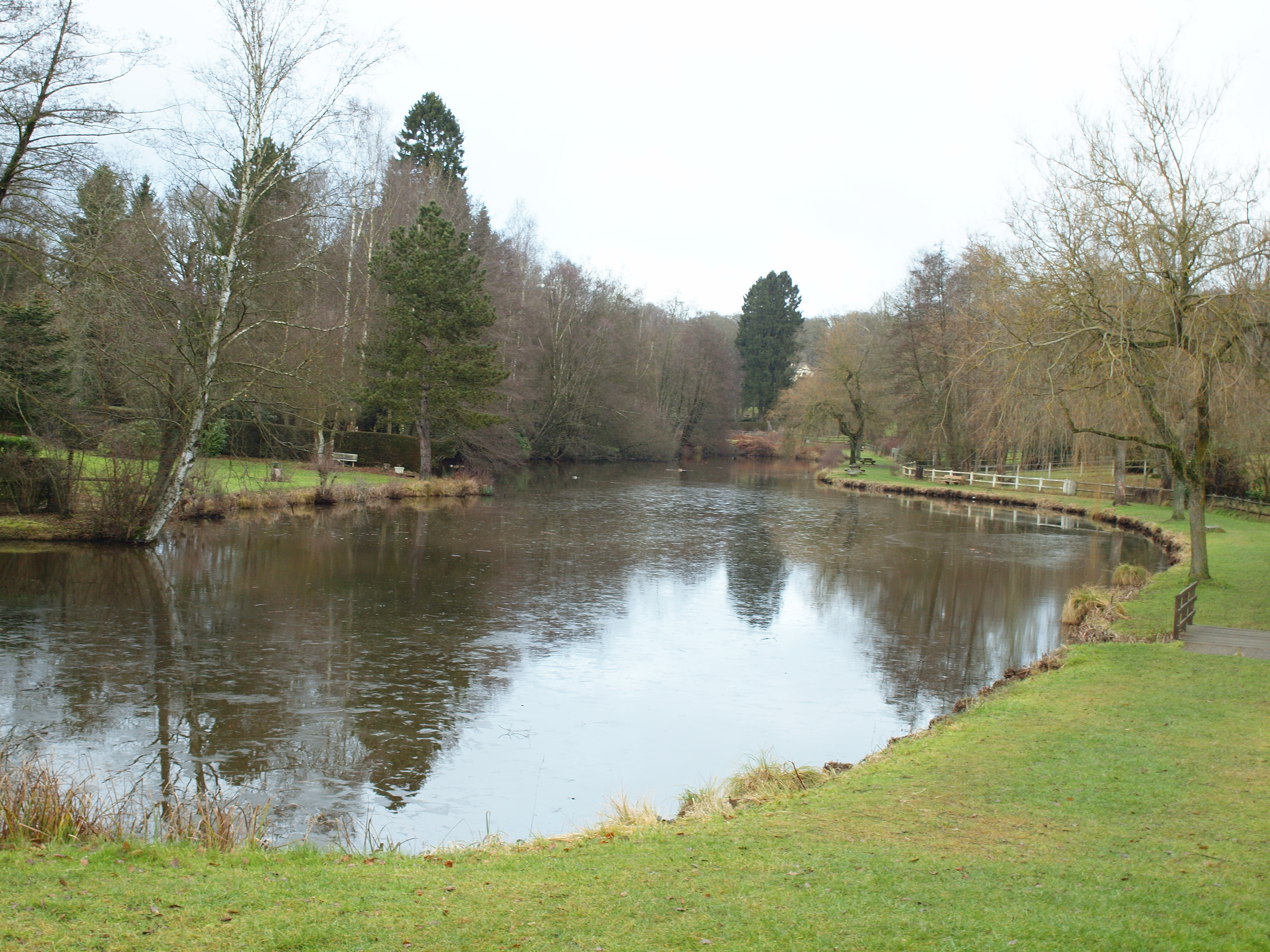
Les étangs d'Épinay.
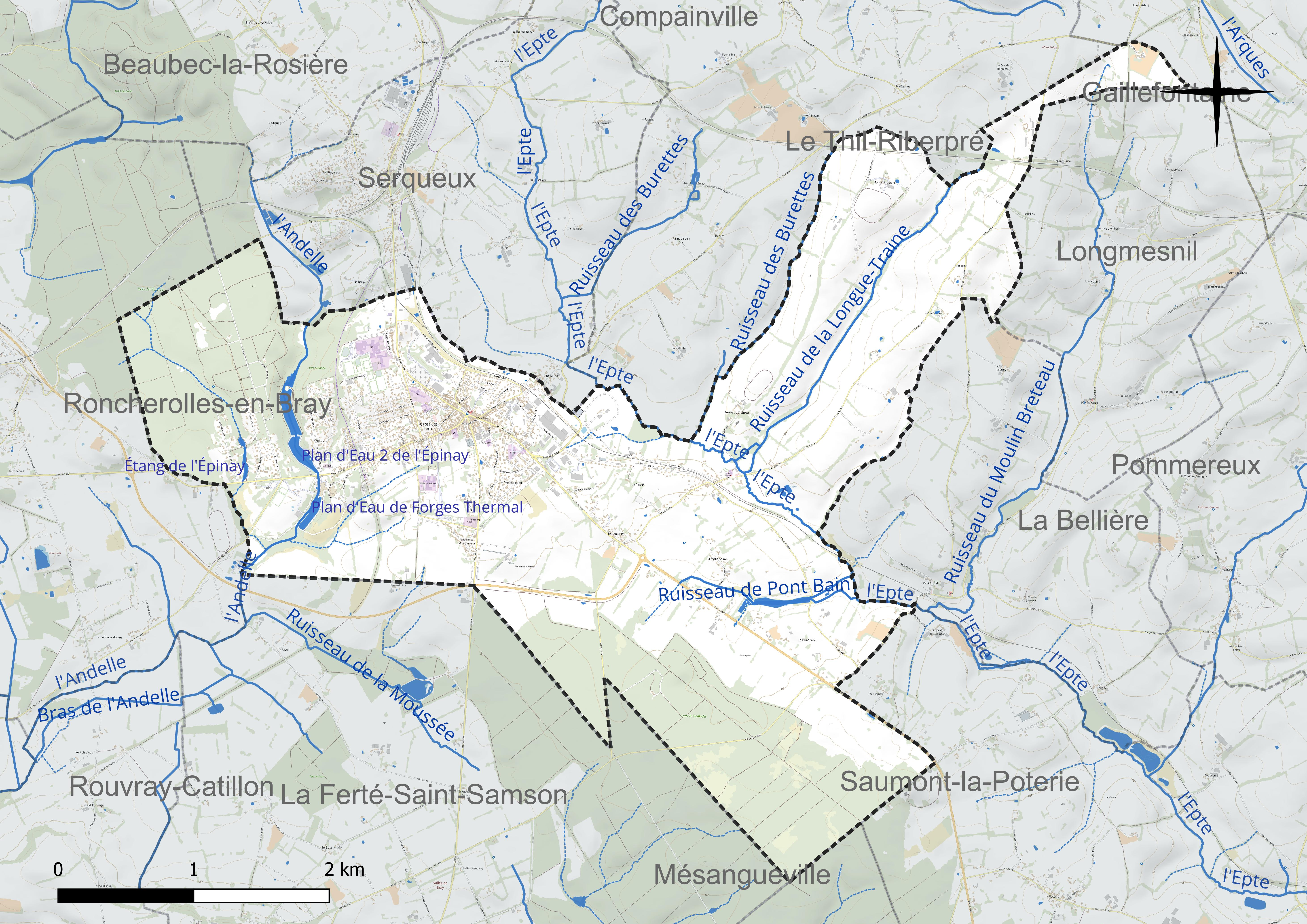
Réseau hydrographique de Forges-les-Eaux.

### Climat
Le climat qui caractérise la commune est qualifié, en 2010, de « climat océanique dégradé des plaines du Centre et du Nord », selon la typologie des climats de la France qui compte alors huit grands types de climats en métropole. En 2020, la commune ressort du type « climat océanique altéré » dans la classification établie par Météo-France, qui ne compte désormais, en première approche, que cinq grands types de climats en métropole. Il s’agit d’une zone de transition entre le climat océanique, le climat de montagne et le climat semi-continental. Les écarts de température entre hiver et été augmentent avec l'éloignement de la mer. La pluviométrie est plus faible qu'en bord de mer, sauf aux abords des reliefs.
Les paramètres climatiques qui ont permis d’établir la typologie de 2010 comportent six variables pour les températures et huit pour les précipitations, dont les valeurs correspondent à la normale 1971-2000. Les sept principales variables caractérisant la commune sont présentées dans l'encadré ci-après.
| Paramètres climatiques communaux sur la période 1971-2000 - Moyenne annuelle de température : 10,1 °C - Nombre de jours avec une température inférieure à −5 °C : 3,2 j - Nombre de jours avec une température supérieure à 30 °C : 2 j - Amplitude thermique annuelle : 14,1 °C - Cumuls annuels de précipitation : 833 mm - Nombre de jours de précipitation en janvier : 13,2 j - Nombre de jours de précipitation en juillet : 8,7 j |

Avec le changement climatique, ces variables ont évolué. Une étude réalisée en 2014 par la Direction générale de l'Énergie et du Climat complétée par des études régionales prévoit en effet que la  température moyenne devrait croître et la pluviométrie moyenne baisser, avec toutefois de fortes variations régionales. La station météorologique de Météo-France installée sur la commune et en service de 1959 à 2007 permet de connaître l'évolution des indicateurs météorologiques. Le tableau détaillé pour la période 1981-2010 est présenté ci-après.
| Mois                                  | jan.            | fév.           | mars         | avril           | mai             | juin          | jui.           | août           | sep.            | oct.            | nov.            | déc.             | année     |
| ------------------------------------- | --------------- | -------------- | ------------ | --------------- | --------------- | ------------- | -------------- | -------------- | --------------- | --------------- | --------------- | ---------------- | --------- |
| Température minimale moyenne (°C)     | 0,6             | 0,5            | 2,4          | 3,7             | 7,3             | 9,9           | 12,1           | 11,8           | 9,2             | 6,8             | 3,2             | 1,4              | 5,8       |
| Température moyenne (°C)              | 3,8             | 4,1            | 6,9          | 9,1             | 12,8            | 15,6          | 18             | 17,9           | 14,7            | 11,3            | 6,8             | 4,4              | 10,5      |
| Température maximale moyenne (°C)     | 6,9             | 7,8            | 11,4         | 14,4            | 18,3            | 21,1          | 23,8           | 23,9           | 20,2            | 15,7            | 10,4            | 7,4              | 15,1      |
| Record de froid (°C) date du record   | −18 17.01.1985  | −13 07.02.1991 | −12 04.03.05 | −5,3 12.04.1978 | −3,7 07.05.1979 | −1 01.06.1989 | 2,2 01.07.1960 | 1,9 28.08.1974 | −0,5 27.09.1990 | −6 28.10.03     | −9,5 22.11.1988 | −12,6 07.12.1969 | −18 1985  |
| Record de chaleur (°C) date du record | 15,5 09.01.1998 | 20 28.02.1960  | 23 25.03.03  | 27 30.04.05     | 31 15.05.1998   | 35 26.06.01   | 38 19.07.06    | 38,5 13.08.03  | 32,5 12.09.06   | 26,6 01.10.1959 | 19 04.11.1993   | 16 21.12.1989    | 38,5 2003 |
| Précipitations (mm)                   | 80,9            | 59,6           | 62,4         | 58,3            | 65,7            | 59,7          | 57,3           | 57,7           | 65,6            | 86,1            | 79,1            | 94,8             | 827,2     |

## Urbanisme

### Typologie
Au 1er janvier 2024, Forges-les-Eaux est catégorisée bourg rural, selon la nouvelle grille communale de densité à sept niveaux définie par l'Insee en 2022.
Elle appartient à l'unité urbaine de Forges-les-Eaux, une agglomération intra-départementale regroupant deux  communes, dont elle est ville-centre,,. Par ailleurs la commune fait partie de l'aire d'attraction de Forges-les-Eaux, dont elle est la commune-centre,. Cette aire, qui regroupe 5 communes, est catégorisée dans les aires de moins de 50 000 habitants,.

### Voies de communication et transports
Forges-les-Eaux est desservie par le tracé initial de l'ancienne route nationale 15 (actuelles RD 915 et 1314) et de l'ex-Route nationale 319 (actuelle RD 919), une voie secondaire qui reliait Rouen à Lille.
La ville a perdu sa desserte ferroviaire sur l'ancienne ligne de Saint-Denis à Dieppe et la gare de Forges-les-Eaux est fermée depuis 2009, mais elle est desservie par des autocars de substitution. La gare de Serqueux, située dans la couronne de Forges-les-Eaux, est aujourd'hui la gare la plus proche de la ville. Sur la plate-forme de l'ancienne ligne a été aménagée  l'avenue verte, un itinéraire cyclable qui relie Paris à Londres.

## Toponymie
Le nom de la localité est attesté sous la forme Forges-en-Bray au XIXe siècle, avant que la réputation de ses eaux ne lui fournisse ce complément thermal dans la première moitié du XXe siècle.
Forges : du mot latin Făbrĭca, « atelier d'artisan », à l'origine du mot « fabrique ».
Forges-les-Eaux tient en effet son nom de son sol, riche en fer, et de ses sources thermales.

## Histoire
Il convient de se reporter aux articles consacrés aux anciennes communes fusionnées.
Le 1er janvier 2016, les communes de Forges-les-Eaux (5,22 km2) et du Fossé (10,11 km2) fusionnent sous le régime juridique des communes nouvelles. L'ensemble ainsi formé reprend le toponyme de Forges-les-Eaux.

## Politique et administration

### Rattachements administratifs et électoraux
La commune nouvelle se trouve dans l'arrondissement de Dieppe du département de la Seine-Maritime.
Pour les élections départementales, la commune fait partie du canton de Gournay-en-Bray.
Pour l'élection des députés, elle fait partie de la sixième circonscription de la Seine-Maritime.

### Intercommunalité
Forges-les-Eaux était le siège de la communauté de communes du canton de Forges-les-Eaux, un établissement public de coopération intercommunale (EPCI) à fiscalité propre créé fin 2001.
Dans le cadre des dispositions de la loi portant nouvelle organisation territoriale de la République (Loi NOTRe) du 7 août 2015, qui prévoit que les établissements publics de coopération intercommunale (EPCI) à fiscalité propre doivent avoir un minimum de 15 000 habitants, cette intercommunalité, qui n'atteignait pas le seuil de population requis, a fusionné avec ses voisines pour former, le 1er janvier 2017, la communauté de communes des Quatre Rivières dont est désormais membre Forges-les-Eaux.

### Tendances politiques et résultats
Lors des élections municipales de 2020, la liste menée par le maire sortant Michel Lejeune — élu dans l'ancienne commune de Forges-les-Eaux depuis 1995 — remporte le scrutin au second tour avec 49,64% des suffrages exprimés (827 voix), devançant celles de Frédéric Godebout (698 voix, 41,82%) et  de Pascal Roger (141 voix, 8,46%), l'abstention étant limitée à 39,05 %, taux peu élevé pour ces élections marquées par la crise de la Pandémie de Covid-19 en France.

### Administration municipale
De la fusion de communes jusqu'aux élections municipales de 2020, le conseil municipal de la nouvelle commune était constitué de l'ensemble des conseillers municipaux élus en 2014 dans les anciennes communes. Pour le mandat 2020-2026, le conseil municipal est composé de 29 membres, soit plus que le nombre normal de conseillers correspondant à l'importance démographique de la commune.
Dans le cadre de la fusion, il a été décidé que la commune nouvelle comprendrait les deux communes déléguées suivantes :  
- l'ancienne Forges-les-Eaux
- l'ancienne Le Fossé

### Liste des maires
| Période      | Période                   | Identité          | Étiquette | Qualité |
| ------------ | ------------------------- | ----------------- | --------- | --- |
| janvier 2016 | avril 2021                | Michel Lejeune    | LR        | Vétérinaire Maire de l'ancienne commune de Forges-les-Eaux (1995 → 2015) Député de la Seine-Maritime (12e circ.) (2002 → 2012) Conseiller général de Forges-les-Eaux (1995 → 2015) Conseiller départemental de Gournay-en-Bray (2015 → 2020) Président de la CC de Forges-les-Eaux (2008 → 2016) Vice-président de la CC des quatre rivières (2017 → 2020) Décédé en fonction |
| mai 2021,    | En cours (au 12 mai 2021) | Christine Lesueur |           | Experte-comptable Vice-présidente de la CC des Quatre Rivières (2020 → ) |

Pour le mandat 2020-2026, le conseil municipal a élu Pascale Dupuis maire déléguée du Fossé,.

### Distinctions et labels
En 2018, la ville dispose de plusieurs labels : Ville fleurie, Station verte, Plus beaux détours, Famille plus, Commune touristique...
En 2016, la commune détient le label « village internet @@@@@ ». Cette distinction est renouvelée en 2017 et 2018
La commune est classée « trois fleurs » au Concours des villes et villages fleuris[réf. nécessaire].

## Enseignement
- École maternelle Marguerite Couturier
- École maternelle et élémentaire du Sacré Coeur
- Ecole élémentaire Eugène Anne
- Collège  Antoine-de Saint-Exupéry
- Lycée Delamare Deboutteville.
- Maison Familiale et Rurale

## Population et société

### Démographie
| 1968  | 1975  | 1982  | 1990  | 1999  | 2008  | 2013  | 2019  |
| ----- | ----- | ----- | ----- | ----- | ----- | ----- | ----- |
| 3 358 | 3 588 | 3 914 | 3 735 | 3 846 | 3 978 | 3 989 | 3 812 |

### Manifestations culturelles et festivités
- Festival International des Magiciens : fin avril[41].
- Concours d'attelage du Bois de l'Épinay : début mai. Nombreuses épreuves proposées (dressage, maniabilité, endurance)
- Fête de la Nature
- Marathon du Terroir Brayon : fin juin. Marché de produits locaux, animations et courses (marathon et semi-marathon) dans les alentours de Forges et des villages brayons. Les participants sont invités à se déguiser.
- Festival de la Marionnette : en juillet.
- Forges Academy : le 14 juillet. Concours de chant[42]
- Fête de l'Andelle : en juillet.
- Fête du Cheval : en juillet. La fête du cheval est très populaire chaque année et est arpentée par près de 10 000 visiteurs. 800 chevaux sont réunis dans le bois de l'Épinay afin de participer à de nombreux concours[43].
- Trot en Fête : fin juillet-début août à l'hippodrome de Mauquenchy.
- Danses au Lac : le 15 août. Animation labellisée "Normandie impressionniste"[Quand ?], un pique nique est organisé autour des lacs. De nombreuses animations sont organisées (danses, jeux…)
- Fête Brévière : début octobre. La Fête Brévière se déroule à Forges-les-Eaux depuis 1873. Une fête foraine est organisée, ainsi qu'une brocante[44].
- Fête du Cidre : en octobre.
- Marché de Noël : en décembre à la halle Baltard.

## Économie

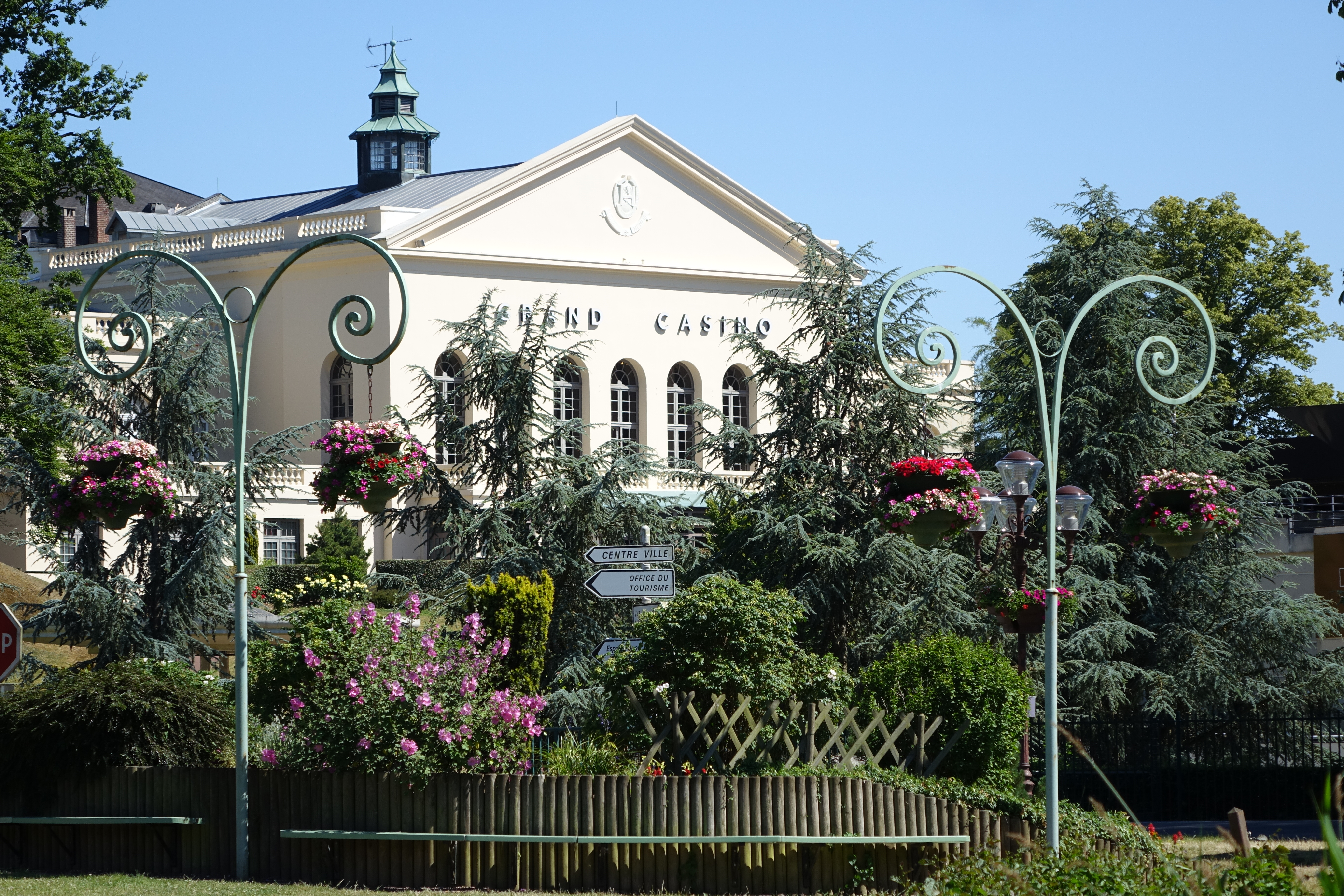
Le casino.

La ville est marquée par la présence du casino de Forges-les-Eaux et de ses installations thermales. Élément du groupe Partouche, c'est le second casino le plus proche de Paris après celui d'Enghien-les-Bains.
Il convient par ailleurs de se reporter aux articles consacrés aux anciennes communes fusionnées.

## Culture locale et patrimoine

### Lieux et monuments
Il convient de se reporter aux articles consacrés aux anciennes communes fusionnées.

### Personnalités liées à la commune
- Christophe Potter (1751-1817) : homme politique britannique, chef d'entreprise français, agent secret, cofondateur, avec George Wood, de la manufacture de Forges[45].
- Nicolas François Thiessé (1759-1834), député au Conseil des Cinq-Cents de 1798 à 1799 puis membre du Tribunat, né à Forges-les-Eaux[46].
- Philippe Nicolas Marie de Pâris (1763-1793), assassin du député Louis-Michel Lepeletier de Saint-Fargeau, s'y suicide.
- Louis-Henri Brévière (1797-1869), graveur.
- Jules Thiessé (1833-1912), député de 1876 à 1889, né à Niort, petit-fils de Nicolas François Thiessé, et fils d'un homme de lettres qui fut préfet sous Louis-Philippe, y est mort[47].
- Marceau Faucret (1919-2000), Compagnon de la Libération[48].

### Forges-les-Eaux dans les arts et la culture
Le film Poulet au vinaigre a été tourné dans cette commune.

### Héraldique
| Blason de Forges-les-Eaux | Blason  | De gueules à la fasce d'or, chargée d'une enclume de sable, et accompagnée de douze marteaux de sable, posés en fasce, la panne en bas et rangés deux par deux en quinconce, six en chef et six en pointe. Devise / CriFerro et Aqua (par le fer et par l'eau). |
| Blason de Forges-les-Eaux | Détails | La devise de Forges-les-Eaux est très compréhensible lorsque l'on se plonge dans son histoire. Le statut officiel du blason reste à déterminer. |